# サン＝モン
サン＝モン(Saint-Mont)は、フランス南西部、オクシタニー地域圏ジェール県にある人口300人あまりの小さな村である。

## 地理
アルマニャック地方に属し、サジェ川が流れている。リスクルからプロジャン間を通る古い国道646号線が通っている。
サン＝モンは、小高い山の上に腰掛けるようにある古い村である。

## 歴史
サン＝モンはアドゥール川を見下ろす岩の露頭の上に築かれた。この絶好の位置には村の歴史が染みこんでいる。人類の黎明期から人が定住し、この山をドルイドは聖なる地とあがめ、ローマ人は戦略上の要地オッピドゥムとした。ワインの異なる文化が導入され、神殿がつくられそこでは異教の神々に犠牲が捧げられていた。
1050年頃、サン＝モンの領主ベルナール・テュマパレールは古いオッピドゥムの廃墟上に聖ジャンに捧げた修道院を建て、ベネディクト会に寄進した。そこにはフランス革命まで修道士たちが暮らしていたが、1791年に国家資産として没収され競売にかけられた。
1822年、サン＝モンと隣のコミューン、カディヨンは合併した。

## 人口統計
| 1962年 | 1968年 | 1975年 | 1982年 | 1990年 | 1999年 | 2006年 | 2011年 |
| ------ | ------ | ------ | ------ | ------ | ------ | ------ | ------ |
| 379    | 364    | 351    | 348    | 322    | 319    | 304    | 308    |

参照元:1999年までEHESS、2004年以降INSEE

## 経済
AOC指定されているワイン、コート・ド・サン・モンの産地である。その他にフォワグラ、コンフィ、アルマニャック酒が生産される。